# Leon (hrabstwo Monroe)
Leon – miasto w Stanach Zjednoczonych, w stanie Wisconsin, w hrabstwie Monroe.